# Tinet Rubira
Tinet Rubira es un periodista y realizador español. Desde febrero de 2011 es el director de Gestmusic Endemol.

## Biografía
Licenciado en Ciencias de la Información por la Universidad Autónoma de Barcelona, a lo largo de los años 80 trabajó en Radio Nacional de España en Cataluña, hasta que en 1989 da el salto a televisión, presentando el programa Plastic (1989-1991), junto a David Bagès y Marisol Galdón.
En la temporada 1991-1992 presentó el programa Clip, clap, video, que ofrecía listas de éxitos confeccionadas sobre la base de las llamadas de los telespectadores.
No vuelve a ponerse frente a la cámara hasta el verano de 1997 en que presenta para Telecinco el programa de entrevistas El Puente, en que se hace acompañar por el humorista Mariano Mariano.
A partir de esa experiencia inicia su trayectoria como director de programas (que había iniciado previamente como ayudante de dirección en los espacios Hoy por ti y Sonrisas de España). Muy vinculado a la productora Gestmusic, en los años siguientes dirige programas como Sinceramente Ana Rosa Quintana (1997), El candelabro (1999), Triunfomanía (2002),  El castillo de las mentes prodigiosas (2004) o Cantamanía (2006).
Sin embargo, el mayor de sus éxitos le llega a partir de 2001 como director del programa estrella de esa temporada y de las siguientes: Operación Triunfo. El espacio arrasa en los índices de audiencia, y tras tres temporadas en Televisión Española, entre 2005 y 2011 se emitió en Telecinco.
En diciembre de 2008 dirigió Operación Tony Manero en Telecinco y desde octubre de 2011 el concurso Tu cara me suena, presentado por Manel Fuentes en Antena 3.
Desde marzo de 2012 y hasta julio de 2013 dirigió también el talent-show El número uno presentado por Paula Vázquez y que se emitió en Antena 3.
Desde agosto de 2013 dirige en La 1 de TVE el Talent Show Uno de los nuestros.
Director de Gestmusic desde febrero de 2011.

## Televisión
- Cantamanía, (2006) en TV3.
- El castillo de las mentes prodigiosas, (2004) en Antena 3.
- Triunfomanía, (2002) en TVE.
- El candelabro, (1999) en Telecinco.
- Sinceramente Ana Rosa Quintana, (1997) en Antena 3.
- Operación Tony Manero, (2008) en Telecinco.
- Tu cara me suena, (2011-presente) en Antena 3.
- El número uno, (2012-2013) en Antena 3.
- Uno de los nuestros, (2013) en TVE.
- Operación triunfo, (2001-presente) en TVE, Telecinco y Prime Video.